# Adam Joseph Maida

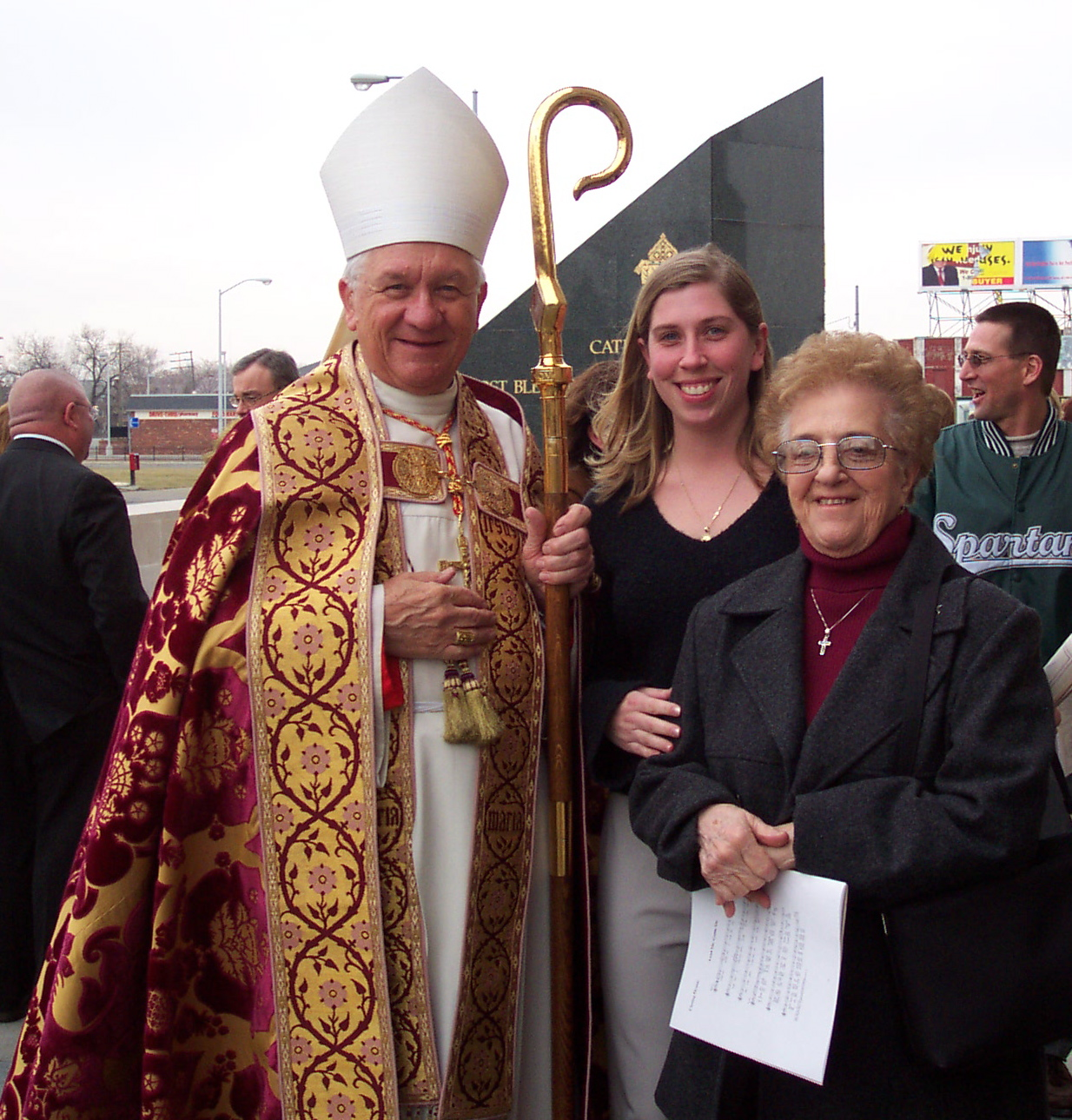
Adam Joseph Kardinal Maida (2004)

Wappen des Kardinals

Adam Joseph Kardinal Maida (* 18. März 1930 in East Vandergrift, USA) ist ein US-amerikanischer Geistlicher und emeritierter römisch-katholischer Erzbischof von Detroit.

## Leben
Maida, Sohn einer polnischen Einwandererfamilie, studierte seit 1948 in Orchard Lake, ab 1950 in Latrobe und Baltimore und erwarb das Lizenziat im Fach Katholische Theologie. Am 26. Mai 1956 empfing er in Pittsburgh das Sakrament der Priesterweihe und arbeitete anschließend in der Pfarrseelsorge seines Heimatbistums. Nach weiterführenden Studien legte er an der Päpstlichen Lateranuniversität in Rom die Lizentiatsprüfung im Fach Kanonisches Recht ab, 1964 wurde er im Fachbereich Zivilrecht an der Duquesne University School of Law in Pittsburgh promoviert.
In den folgenden 20 Jahren nahm er verschiedene Leitungsaufgaben in der Administration des Bistums Pittsburgh sowie eine Professur für Theologie am La Roche College wahr. Darüber hinaus verfasste er zahlreiche Aufsätze und schrieb Beiträge für eine Gerichtszeitung.
Am 25. Mai 1984 ernannte Papst Johannes Paul II. ihn zum Bischof von Green Bay. Die Bischofsweihe empfing er am 25. Januar 1984 durch den  Pro-Nuntius in den USA und späteren Kurienkardinal Pio Laghi; Mitkonsekratoren waren sein Vorgänger in Green Bay, Aloysius John Wycislo, und sein vormaliger Diözesanbischof Vincent Martin Leonard aus Pittsburgh.
Am 7. Mai 1990 wurde Maida zum Erzbischof von Detroit ernannt. Am 26. November 1994 nahm ihn Johannes Paul II. als Kardinalpriester mit der Titelkirche Santi Vitale, Valeria, Gervasio e Protasio in das Kardinalskollegium auf. Am 14. Juli 2000 wurde ihm zusätzlich die Verantwortung für die Mission sui juris der Cayman Islands als Apostolischer Superior übertragen. Nach dem Tod Johannes Pauls II. nahm Kardinal Maida am Konklave 2005 teil. Innerhalb der Bischofskonferenz der Vereinigten Staaten nahm Kardinal Maida zahlreiche Aufgaben wahr, unter anderem wurde er 1992 Leiter der Kommission für kanonische Fragen.
Am 5. Januar 2009 nahm Papst Benedikt XVI. Maidas aus Altersgründen vorgebrachtes Rücktrittsgesuch an. Am Konklave 2013 nach dem Rücktritt Benedikts XVI. nahm er als über 80-jähriger Kardinal nicht mehr teil.

## Mitgliedschaften in der römischen Kurie
Adam Joseph Maida war Mitglied der folgenden Kongregationen und Räte der römischen Kurie:
- Kongregation für den Klerus
- Kongregation für das Katholische Bildungswesen
- Päpstlicher Rat der Seelsorge für die Migranten und Menschen unterwegs
- Päpstlicher Rat für die Gesetzestexte (seit 2003)[2]
- Cardinalizia di Vigilanza dell’Istituto per le Opere di Religione